# 곽유지
곽유지(郭攸之)는 촉한의 정치인이다. 자는 연장(演長). 황문시랑, 시중을 지냈다. 형주 남양군 출신.

## 같이 보기
- 삼국지 인물 목록